# 南山村 (佐賀県)
南山村（みなみやまむら / なんざんむら）は、佐賀県小城郡にあった村。現在の佐賀市の一部にあたる。

## 地理
天山山系の北部山地、嘉瀬川上流の西側山地に位置していた。
- 河川：天河川[3]、貝野川[3]、須田川[3]、鎌原川[4]

## 歴史
- 1889年（明治22年）4月1日、町村制の施行により、小城郡古湯村、畑瀬村、市川村、苣木村、杉山村、鎌原村、上熊川村、内野村、下熊川村、八反原村が合併して村制施行し、南山村が発足[1][2]。旧村名を継承した古湯、畑瀬、市川、苣木、杉山、鎌原、上熊川、内野、下熊川、八反原の10大字を編成[2]。
- 1956年（昭和31年）9月30日、小城郡北山村、佐賀郡小関村と合併し、佐賀郡富士村を新設して廃止された[1][2]。合併後、富士村大字古湯・畑瀬・市川・苣木・杉山・鎌原・上熊川・内野・下熊川・八反原となる[2]。

## 産業
- 農業、林業
- 古湯温泉[3]
- 熊の川温泉[5]

### 鉱山
- 杉山鉱山（硅石）[6]

## 発電所
- 川上川第一発電所[7]

## 交通

### 県道
- 1892年（明治25年）頃、佐賀浜崎線（現・国道323号）が開通[2]。

## 教育
- 1894年（明治27年）畑瀬・古湯・鎌原の3尋常小学校を合併して古湯尋常小学校とした[3]。1901年（明治34年）市川・杉山の両尋常小学校を古湯尋常小学校の分教場とする[3]。1908年（明治41年）古湯尋常高等小学校となる[3]。
- 1947年（昭和22年）南山中学校開校[2]